# Igreja de Santo António (Arrimal)
A Igreja de Santo António do Arrimal situa-se no junto da Lagoa Pequena do Arrimal, na freguesia de Arrimal e Mendiga, tendo sido inaugurada a 08 de Agosto de 1976.
A igreja, tal como a sua antecessora, é da evocação de Santo António.

## Antiga Igreja Paroquial de Santo António do Arrimal - "Igreja Velha"
A antiga igreja paroquial de Santo António do Arrimal é muito antiga, sabe-se que a sua construção ocorreu no século XVII, antes do ano de 1650, porque o “Couseiro” já faz referência à igreja matriz, a qual foi erigida no mesmo local onde já existia uma outra ermida em honra de S. António do Arrimal, esta construída no século XII de que muito pouco se sabe, sabendo-se apenas que esta existiu devido a documentos posteriores que mencionam a existência de um templo católico neste local, sendo a sua menção mais antiga conhecida de 1525, aquando da desanexação da paróquia da Colegiada de São Pedro.

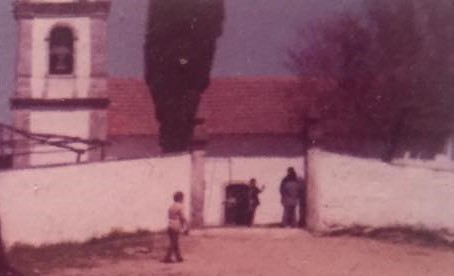
Antiga Igreja Santo António do Arrimal

A antiga igreja apresenta uma orientação poente nascente com uma planta simples de uma só nave, com teto em madeira pintada de três planos, capela-mor abobadada dois altares colaterais, púlpito o coro a capela batismal e a sacristia. Possui um alpendre no frontal da igreja e uma torre sineira cujo carrilhão é composto por dois sinos de bronze.   
O templo ao longo dos anos foi sendo alvo de obras de melhoramentos como a colocação da nova porta principal a qual tem gravada a data 1775 correspondente ao ano da sua da sua colocação. Em 1917 recebeu o guarda-vento o qual tem pintado o ano da sua colocação. No ano de 1945 levou o antigo pavimento de lajes de pedra serrada substituído por ladrilho no corredor central e soalho nas alas laterais. 
Sabe-se pela Memoria Paroquial de 1758 redigida pelo cura Tomás da Costa, que a igreja sofreu grandes danos com o terramoto de 1755 porque uma torre que de novo se tinha feito padeceu grande ruína e a mesma teve a capela-mor, mas em 13 de Junho de 1758 já se encontrava reedificada. A 28 de Fevereiro de 1969 ocorreu um sismo que provocou grandes danos na torre da Igreja tendo levado nos dias que se seguiram as braçadeiras de ferro por ordem do então pároco da freguesia P. Tomás para evitar o seu desmoronamento. Neste mesmo ano a capela-mor foi demolida por ordem do P. Tomás por já estar bastante degradada.
No adro desta igreja existia uma enorme árvore um (Freixo), que se diz ter sido plantada no dia do lançamento da primeira pedra da igreja. Estas árvores antigamente eram plantadas para assinalar locais sagrados. A árvore foi arrancada em 16 de Maio de 2013.
No dia 13 de Junho a Câmara Municipal de Porto de Mós e a Fábrica da Igreja Paroquial do Arrimal assinaram um contrato de comodato que irá possibilitar o restauro da antiga igreja paroquial do Arrimal. A autarquia assume as despesas inerentes às obras de conservação e restauro, deste património abandonado e degradado há dezenas de anos que serão acompanhadas também pelo Departamento Diocesano do Património Cultural.

## A Nova Igreja Paroquial de São Santo António do Arrimal
No final dos anos 50 do século XX, a antiga igreja paroquial do Arrimal, já se apresentava pequena para a população e decidiu-se então a construção de uma nova igreja de maiores dimensões. 
O plano pretendido era de manter o templo no mesmo local mas alterar as suas dimensões e orientação em planta. passando a ficar a igreja orientada no sentido Norte Sul.  Esta proposta nunca foi do agrado do então Pároco Manuel Tomás de Sousa que queria que a nova igreja fosse construída na encosta do Arrimal, mas os paroquianos não gostavam dessa localização por ser um local com fracos acessos. A construção da nova igreja ficou assim em suspenso até à substituição deste padre em 1970.
Com a chegada do novo pároco António Lopes de Sousa, foi sugerida uma nova localização tendo sido proposto o novo templo ser construído junto da Lagoa Pequena terrenos relativamente planos e com muito bons acessos e porque o templo já não ficava numa zona isolada. Esta localização já foi mais consensual mas continuou a ser do desagrado dos paroquianos do Alqueidão do Arrimal que pretendiam o templo no mesmo local do antigo para que o templo ficasse na zona mais central da freguesia mesmo que fosse um local isolado. Apesar destas polémicas o Padre António Lopes de Sousa em colaboração com o Presidente da Freguesia de Arrimal Joaquim de Sousa Costa decidiram avançar com a opção da construção do novo templo junto da Lagoa Pequena.

### Arquitetura
O traçado escolhido foi de Arquitetura Moderna, que estava em vigência na sua época, recorrendo a um novo material de construção o Betão Armado. O seu interior é revestida por madeira, pedra calcária e mármore. Este novo monumento despejado de ornamentação ia de acordo com a nova linguagem de simplicidade saída do Concilio Vaticano II. É um templo de grandes dimensões mas apresentando-se ligeiro e discreto e com torre sineira independente do corpo da igreja.

#### Benção da 1ª Pedra
No dia 11 de Março 1974 foi lançada a primeira pedra deste novo templo pelo então bispo da diocese de Leiria Fátima Alberto Cosme do Amaral (1972 - 1973) e pelo pároco António Lopes de Sousa. 

#### Edificação e Cortejos
A obra foi adjudicada ao empreiteiro Manuel Lopes, tendo a sua construção decorrido durante os anos de 1974 e 1975. Durante este período foram realizados 2 cortejos anuais para angariação de fundos sempre no mês de Agosto quando os emigrantes da terra regressavam de férias a Portugal. 

#### Inauguração
Inaugurada no dia 8 de Agosto de 1976.

## Celebrações

### Festas religiosas
Realizam-se anualmente duas grandes festas religiosas. 
A primeira realiza-se em honra de Nossa Senhora das Candeeias - Santa Maria, no dia 02 de Fevereiro. 
A segunda realiza-se, no  dia 13 de Junho, em honra do Santo Padroeiro da paroquia do Arrimal Santo António.